# Anales de la Sociedad Científica Argentina
Anales de la Sociedad Científica Argentina, abreviado Anales Soc. Ci. Argent., es una revista con ilustraciones y descripciones botánicas. Es editada en Argentina desde el año 1876.
Varias de las publicaciones periódicas aparecen disponibles en la biblioteca en línea Biodiversity Heritage Library.

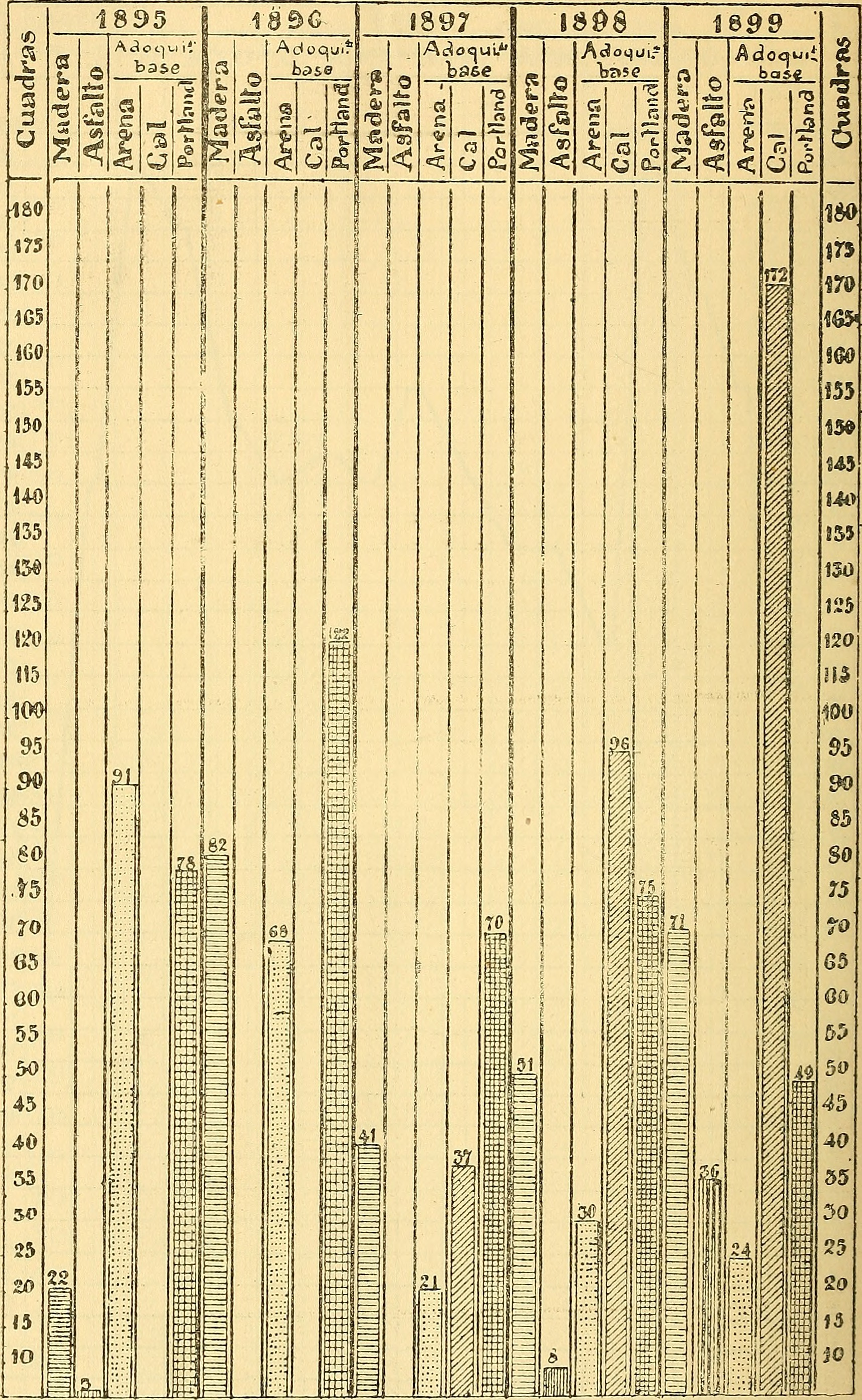
Anales de la Sociedad Científica Argentina